# مامانان
مامانان (به هندی: Maamannan) (انگلیسی: Emperor) فیلم دلهره‌آور سیاسی هندی تامیل-زبان، محصول ۲۰۲۳ است که کارگردانی و نویسندگی آن را ماری سلواراج بر عهده داشته‌است. بازیگران اصلی این فیلم را گروه بازیگرانی شامل وادیولو، فهد فاضل، کرتی سورش و اودایانیدی استالین (Udhayanidhi Stalin) تشکیل می‌دهند.
این فیلم در روز ۲۹ ژوئن ۲۰۲۳ اکران گردید و نظرات مثبت منتقدان را دریافت کرد، فیلم  مامانان در قبال بودجه تولید، بالغ بر ۳۵ کرور روپیه (۴٫۴ میلیون دلار)، به فروشی بالغ بر ۷۵ کرور روپیه (۹٫۴ میلیون دلار) دست پیدا کرد.